# Собор Трёх Святителей (Советск)
Собо́р Трёх Святи́телей — православный храм в городе Советске Калининградской области, одна из достопримечательностей города.

## История
Собор строили более 7 лет.
Пятикупольный храм был освящён в честь православного праздника — Собора трех святителей (Василия Великого, Григория Богослова, Иоанна Златоуста).
В Калининградской области эта церковь стала второй по величине после Кафедрального Собора Христа Спасителя в Калининграде.
Церковь построена в византийско-русском стиле XIX века, хорошо просматривается со многих точек Советска.
Храм был заложен 5 мая 2000 года, а 5 ноября 2007 года его освятил митрополит Смоленский и Калининградский Кирилл. Также в церемонии освящения принял участие губернатор Георгий Боос.
Протоиерей Никифор Мельник — настоятель храма Трёх Святителей.

## Галерея

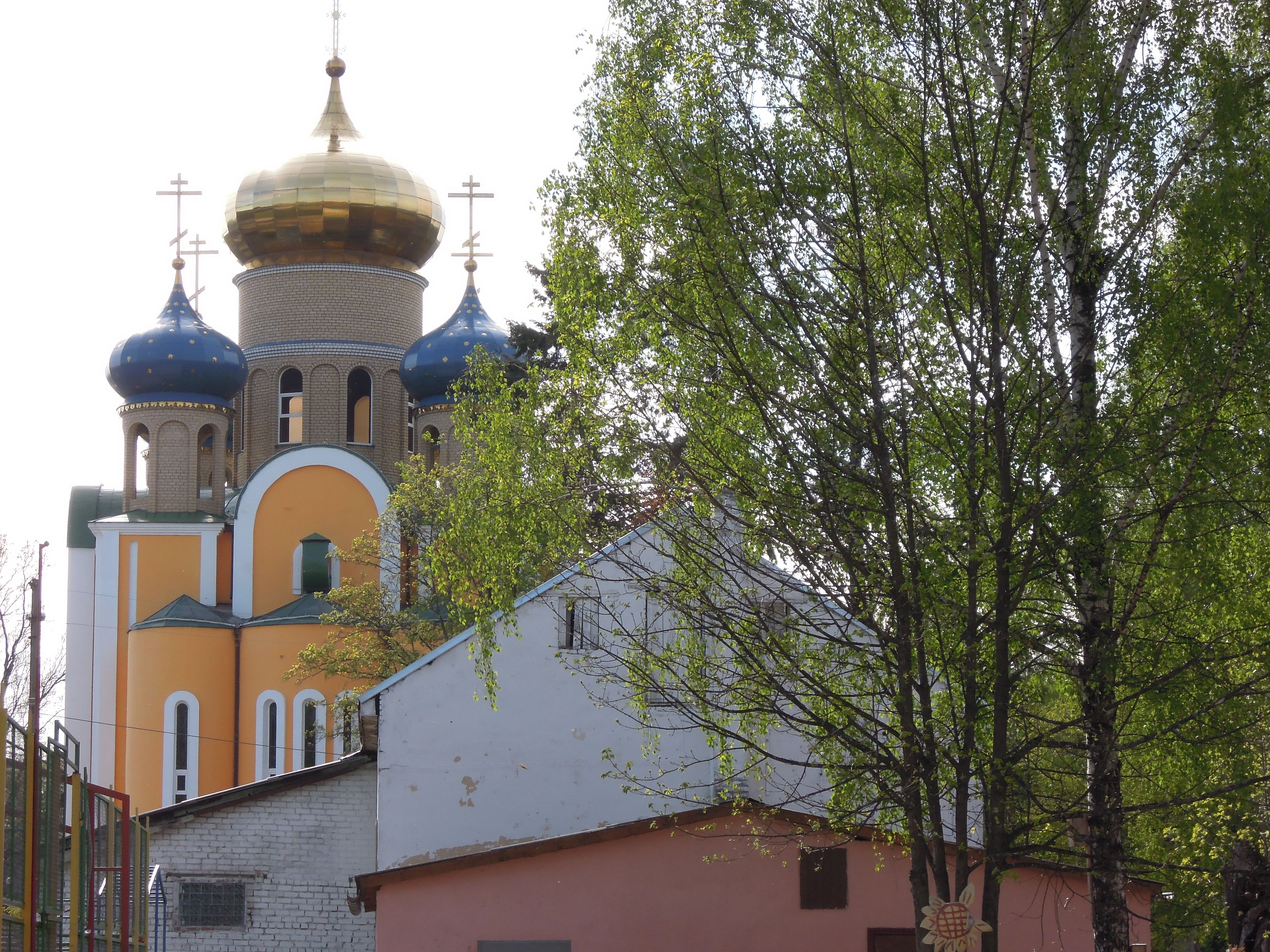
Собор трёх святителей со стороны 10-й школы
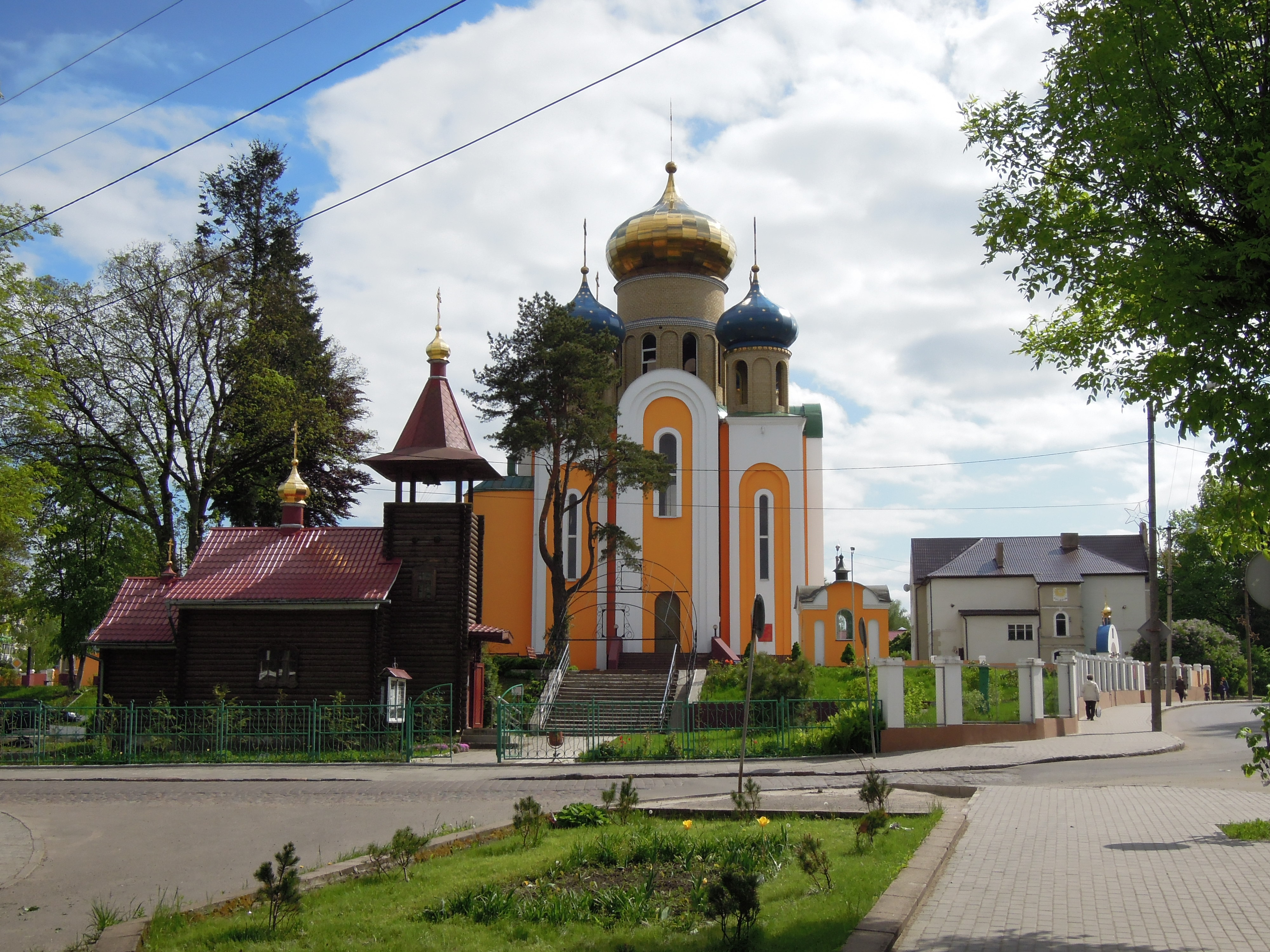
Собор трёх святителей и часовенка
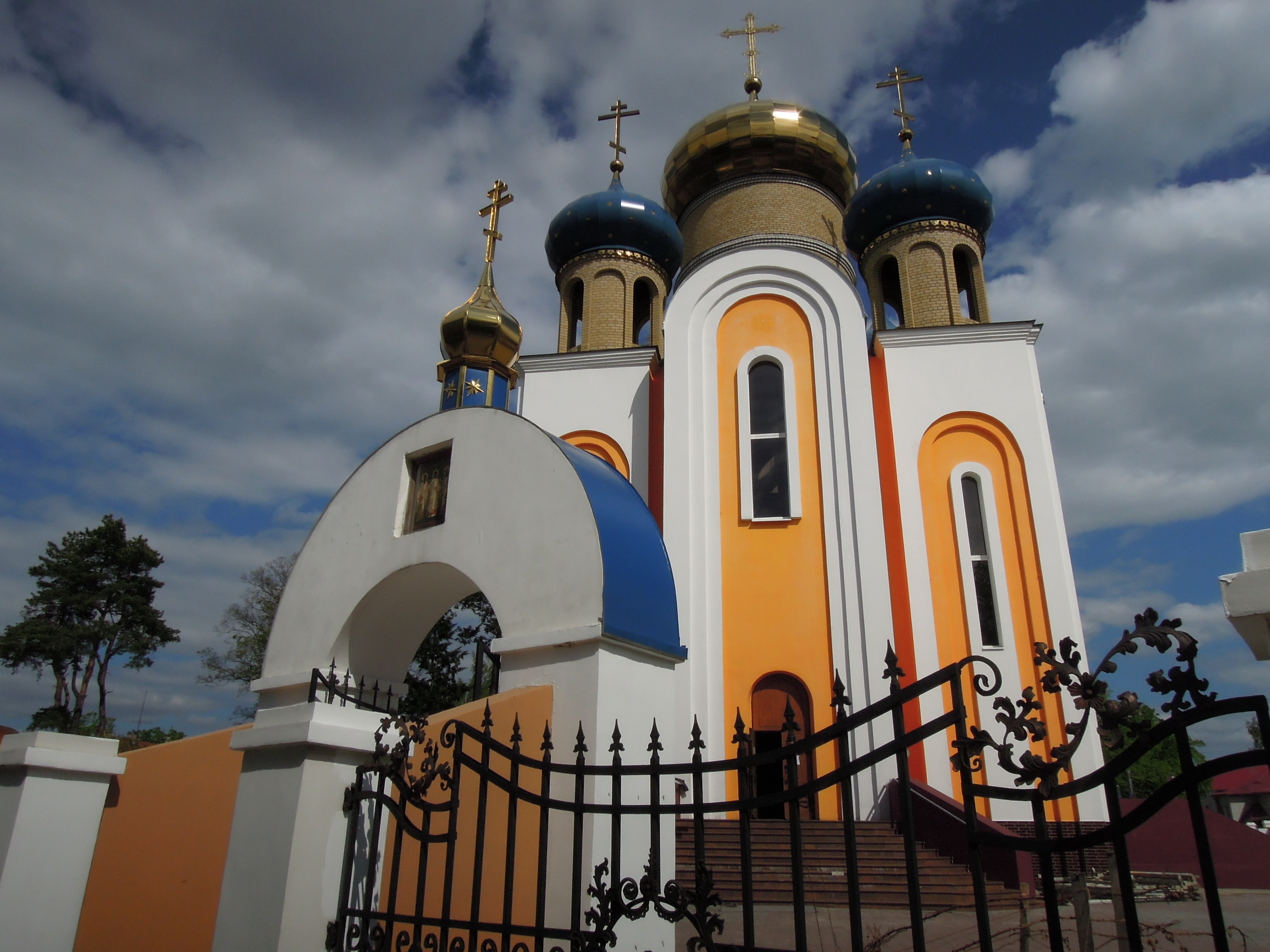
Собор трёх святителей в Советске